# Bathylagus
Bathylagus es un género de peces marinos actinopeterigios, distribuidos por aguas tropicales del océano Atlántico, océano Índico y océano Pacífico. Su nombre procede del griego: bathys (profundo) + hare (correr) + lagoides (similar a la liebre).

## Especies
Existen siete especies reconocidas en este género:
- Bathylagus andriashevi Kobyliansky, 1986
- Bathylagus antarcticus Günther, 1878 - Esperlán antártico.
- Bathylagus euryops Goode y Bean, 1896 - Esperlán común.
- Bathylagus gracilis Lönnberg, 1905
- Bathylagus niger Kobyliansky, 2006
- Bathylagus pacificus Gilbert, 1890 - Esperlán del Pacífico.
- Bathylagus tenuis Kobyliansky, 1986